# Пет солитера на Бањици
Пет солитера на Бањици, колоквијално Пет идиота, јесте стамбени блок у старом делу београдског насеља Бањица. Налазе се у Црнотравској улици, преко пута Спортског центра Бањица. Улица Бахтијара Вагабзаде и пространа зелена површина на којој се налази хелиодром дели овај блок од Војномедицинске академије.

## Назив
Назив „Пет идиота” добили су јер штрче у окружењу, усамљени један до другога, окружени ниским објектима. У време када су се усељавали први станари око њих је била празнина.

## Историја
Насеље Бањица су архитектонски осмислили Александар Стјепановић, Слободан Дрињаковић и Бранислав Караџић. Насеље је изграђено према првонаграђеном конкурсном решењу из 1971. године. У време када је настало архитектонско решење насеља Бањица је било једно од најмодернијих и најсавременијих у ондашњој Југославији. Кореспондирало је са европским идејама о аутономним, самодовољним стамбеним целинама које поред стамбеног дела имају и друге различите садржаје, какви су продавнице, клубови, ресторани и слични, односно све што је потребно за удобан и комфоран живот. Зграде су позициониране тако да природно прате конфигурацију терена. Пејзажом насеља доминирају силуете пет солитера који су саграђени у време када су подигнуте неке од највећих зграда у Београду (Београђанка, Источна и Западна капија Београда) и заједно са овим грађевинама симболизовали су тадашњу идеју у перманентном успеху и просперитету друштва. Старији колеге поменутих архитеката, који су бринули о просторно пејсажном уређењу Бањице из канцеларија Градског Зеленила, тада смештеним у једном од пет солитера, наводе да је идејно решење црвених ламела пројектовао поменути Александар Стјепановић док је пет високих солитера пројекат архитекте Миодрага Ружића. Ружић је солитере пројектовао по налогу који је захтевао пет небодера који ће бити видљиви из свих делова града али по облику неће бити једноставне четвороугаоне „кутије”.

### Симболика Солитера
Према неким мишљењима, солитери су грађени тако да, када се гледа из ваздуха, формирају прецизну звезду петокраку која је била симбол некадашње СФРЈ, али је могуће да овај податак није сасвим тачан јер када се стоји испод њих не види се баш такав прецизан распоред. Други извори тврде да је Бањицу ослободило пет бригада, па је у част тих бораца подигнуто пет а не више или мање високих солитера. У писани извори наводи се да је тадашња Југословенска народна армија током ослобођења Београда на располагању имала пет дивизија, па је могуће да је број солитера симбол тих пет дивизија.
Постоји још много теорија које се односе на симболику грађевина на Бањици. Тако неки сматрају да пет солитера симболизује пет песница подигнутих у вис које су у оно време симболизовале отпор окупационим снагама. Друга теорија каже да пет солитера представљају пет прстију шаке који вире из земље па се због тога солитери разликују висином својих спратова, што симболизује страдале у Логору Бањица. Још једна од сличних верзија је и та да пет солитера симболизује пет немачких стражара који одводе заробљенике везане ланцима из Логора Бањица на стрељање у Јајинце и друга стратишта.

## Изглед блока
Како је насеље Бањица грађено првенствено за војна лица некадашње СФРЈ, тако је и читаво насеље грађено тако да одише симболиком тог времена. Солитери су саграђени на узвишењу, један до другога, и доминирају околином као једине толико високе грађевине. Распоређени су тако да, ако се повежу међусобно, формирају облик звезде петокраке. Различите су висине и имају између 21 и 25 спратова. Кажу да се са врха, по лепом времену, поглед пружа и до Фрушке горе.
У оквиру блока, у Црнотравској улици, у непосредној близини раскрснице са улицом Бахтијара Вагабзаде и преко пута Спортског центра Бањица, подигнут је Споменик палим борцима за ослобођење Бањице. У складу са већ поменутом симболиком НОБ-а на зеленој површини која дели солитере од Војномедицинске академије налази се и реч „ТИТО”, исписана садницама бора, која се и данас може видети из ваздуха.
У близини солитера налази се зелена пијаца - Пијаца Бањица, Тржно-пословни центар Бањица, Спортски центар Бањица, Војномедицинска академија (ВМА) коју од блока дели пространа зелена површина на којој се налази хелиодром и Дневна болница за болести зависности “Прим. др Бранко Гачић”.

### Локална заједница
Сваког лета од 1999. године на оближњем терену одржава традиционални турнир у малом фудбалу који се од 2011. године зове „Меморијални турнир Конан и Ранке” по комшијама који су трагично страдали у саобраћајној несрећи. Становници солитера организују и уметничке манифестације под називом „Солитарност” чији је циљ стварање комшијског заједништва и солидарности каква је постојала некада.

### Познати становници Солитера
- Наташа Ковачевић, позната српска кошаркашица,
- Наталија Брацановић прослављена југословенска кошаркашица која је са репрезентацијом СФРЈ освојила бронзану медаљу на Европском првенству 1981. године,
- Горан Раичевић, атлетичар чији споменик се налази у парку испред западне трибине Партизановог стадиона,
- Трифун Михајловић - Трифке, бивши фудбалер Црвене звезде који је постигао први гол на Маракани
- Михаило Вукобратовић познати српски режисер ТВ серија и играних филмова,
- Слободан Никић, ватерполиста,
- Филип Филиповић, ватерполиста (на солитерима у којима су живели Слободан Никић и Филип Филиповић насликани су мурали са њиховим ликовима),
- Живко Гоцић, ватерполиста,
- Ђуро Гредељевић, херој са Кошара,
- Огњен Короман, бивши фудбалер Црвене звезде,
- Алиса Марић позната шахисткиња и бивша министарка омладине и спорта,
- Јово Пудар, прослављени боксер који је 5. октобра 2013. године имао уводну борбу пред меч за титулу светског шампиона Владимира Кличка,
- Александар Брковић тренер рукометног клуба Партизан,
- Анита Манчић, глумица,
- Бојана Маљевић, глумица,
- Ана Маљевић, глумица
- Миљко Радоњић, бубњар групе Block Out,
- Макса Ћатовић, продуцент,
- Милорад Бата Михаиловић, сликар,
- Бранко Ружић, политичар и члан Социјалистичке партије Србије,
- Владимир Ђукановић, народни посланик, новинар и ТВ водитељ, члан Српске напредне странке,
- Слободан Јоцић Вики, филмски продуцент,
- Александар Мандић, редитељ,
- Јадранка Јоксимовић министарка за европске интеграције у влади Ане Брнабић,
- Влада Јањић, Ди Џеј, једна од најутицајнијих личности српске клупске сцене на пољу издаваштва и организовања клупских музичких догађаја,
- Гордан Пауновић, Ди Џеј, један од оснивача радија Б92,
- Чарни Ђерић, глумац
- Исидора Станишић, балерина и кореограф,
- Александар Максимовић, репрезентативац Србије у рвању
- Марко Видојевић, композитор, песник, гитариста, вокал и оснивач бенда Рок Булевар,
- Невен Живанчевић, један од оснивача музичке групе Ин виво,
- Игор Маљукановић, један од оснивача музичке групе Ин виво.[1]